# Атињи
Атињи (фр. Hattigny) насеље је и општина у североисточној Француској у региону Лорена, у департману Мозел која припада префектури Сарбур.
По подацима из 2011. године у општини је живело 207 становника, а густина насељености је износила 15,75 становника/km². Општина се простире на површини од 13,14 km². Налази се на средњој надморској висини од 300 метара (максималној 372 m, а минималној 291 m).

## Демографија
| 1962. | 1968. | 1975. | 1982. | 1990. | 1999. | 2011. |
| ----- | ----- | ----- | ----- | ----- | ----- | ----- |
| 227   | 227   | 209   | 209   | 187   | 160   | 207   |

График промене броја становника у току последњих година